# Meriania splendens
Meriania splendens är en tvåhjärtbladig växtart som beskrevs av José Jéronimo Triana. Meriania splendens ingår i släktet Meriania och familjen Melastomataceae.
Artens utbredningsområde är Colombia. Inga underarter finns listade i Catalogue of Life.